# Pretty Cure Splash Star
Pretty Cure Splash☆Star (ふたりはプリキュア Ｓｐｌａｓｈ☆Ｓｔａｒ?, Futari wa Purikyua Supurasshu☆Sutā, Futari wa Pretty Cure Splash☆Star, lett. "Noi due siamo le Pretty Cure Splash☆Star") è la terza serie anime del franchise di Pretty Cure, creata da Izumi Tōdō e prodotta dalla Toei Animation. Trasmessa in Giappone su TV Asahi dal 5 febbraio 2006 al 28 gennaio 2007, in Italia la serie è stata acquistata dalla Rai, che l'ha mandata in onda su Rai 2 dal 9 giugno all'8 agosto 2008.
Pretty Cure Splash☆Star è preceduta da Pretty Cure Max Heart e seguita da Yes! Pretty Cure 5.

## Trama
Saki Hyuga, ragazza che gioca a softball, e Mai Mishō, ragazza appena tornata in città con la passione per il disegno, si rincontrano dopo cinque anni ai piedi dell'Albero del Cielo, dove Flappy e Choppy, due spiriti provenienti dalla Terra delle Sorgenti, donano loro il potere di trasformarsi nelle Pretty Cure. La loro missione è combattere contro l'impero del male di Dark Fall, un'organizzazione malvagia che, al fine di distruggere tutti i mondi, ha prosciugato sei delle sette Sorgenti che nutrono l'Albero del Mondo, la fonte di vita di tutto l'universo. Le Pretty Cure devono quindi proteggere l'ultima sorgente rimasta, quella del Sole, impedendo al nemico di scoprirne l'ubicazione, e salvare l'Albero del Mondo ripristinando le sei Sorgenti distrutte tramite la raccolta delle Gocce di Luce.

## Personaggi

### Pretty Cure
Saki Hyuga (日向 咲?, Hyūga Saki) / Cure Bloom (キュアブルーム?, Kyua Burūmu) / Cure Bright (キュアブライト?, Kyua Buraito)
Doppiata da: Orie Kimoto (ed. giapponese), Eva Padoan (ed. italiana)
Nata il 7 agosto, gruppo sanguigno 0, ha 14 anni e frequenta la seconda media all'Istituto Yūnagi. Vive con i genitori, la sorellina Minori e il gatto Morfeo, e la sua famiglia possiede la panetteria Panpaka-pan. Brava giocatrice nella squadra femminile di softball della scuola, della quale in seguito diventa il capitano, non brilla particolarmente nello studio. È ottimista e ostinata che mantiene sempre le sue promesse e non si fa abbattere dagli imprevisti; la sua personalità allegra e scanzonata dona alle persone felicità ed energia. Ama i dolci, in particolare il pane dolce, il cioccolato, gli hamburger al curry e il gelato. Litiga spesso con Kenta, suo amico d'infanzia segretamente innamorato di lei, e fa arrabbiare i nemici quando sbaglia i loro nomi. È innamorata di Kazuya, il fratello di Mai. La sua frase simbolo è "Mi sento in forma!" (「絶好調ナリ！」?, "Zekkōchō nari!"). Si trasforma in Cure Bloom, la Pretty Cure della Terra, e Cure Bright, la Pretty Cure della Luna.
Mai Mishō (美翔 舞?, Mishō Mai) / Cure Egret (キュアイーグレット?, Kyua Īguretto) / Cure Windy (キュアウィンディ?, Kyua Windi)
Doppiata da: Atsuko Enomoto (ed. giapponese), Joy Saltarelli (ed. italiana)
Nata il 20 novembre, gruppo sanguigno AB, ha 14 anni e frequenta la seconda media all'Istituto Yūnagi. Vive in un osservatorio astronomico con i genitori e il fratello maggiore Kazuya. Studiosa, gentile e riservata, si è appena trasferita in città dopo cinque anni di assenza. La sua passione è il disegno ed entra a far parte del circolo artistico della scuola; se qualcosa la ispira, lo disegna nel suo album e si concentra a tal punto da non sentire più niente e nessuno. Si trasforma in Cure Egret, la Pretty Cure del Cielo, e Cure Windy, la Pretty Cure del Vento.

### Dark Fall
Lord Akudaikan (アクダイカーン?, Akudaikān)
Doppiato da: Takayuki Godai (ed. giapponese), Gerolamo Alchieri (ed. italiana)
Diavolo a capo di Dark Fall, manda i suoi adepti per scoprire il luogo dov'è custodita la Sorgente del Sole e distruggere così l'universo. Vive grazie a una fiamma vitale viola e bianca, distrutta successivamente da Goyan quando si scopre che è stato creato da lui e non è altro che un grosso involucro vuoto.
Goyan (ゴーヤーン?, Gōyān)
Doppiato da: Toshiyuki Morikawa (ed. giapponese), Luca Dal Fabbro (ed. italiana)
È il braccio destro di Lord Akudaikan, dal corpo piccolo e dai modi beffardi. È poco rispettato dagli altri sottoposti e Shitataare lo chiama "Goyanuccio" (ゴーちゃん?, Gō-chan) nonostante lui non voglia. Il suo nome in giapponese indica la zucca amara. Una volta che le Pretty Cure ripristinano tutte le sorgenti cadute in mano nemica, sottrae l'Anfora Magica a Filia e con essa, aggiungendo il potere del male, riporta in vita i guerrieri già sconfitti in passato e pronti a battersi nuovamente. Alla fine rivela che è stato lui a creare Akudaikan come mezzo per distruggere l'universo, e di essere la mente dietro a tutti i piani malvagi; dopo averlo ucciso, poiché ormai danneggiato e inutile al suo scopo, assume un atteggiamento più serio e si evolve in un guerriero gigante, ma viene sconfitto dalle Pretty Cure.
Karehaan (カレハーン?, Karehān)
Doppiato da: Isshin Chiba (ed. giapponese), Massimo Bitossi (ed. italiana)
È il custode della Sorgente degli Alberi ed è arrogante e irascibile. Trae energia dalle piante, essendo nato dalle foglie. Saki sbaglia sempre il suo nome, chiamandolo "Currypan", mentre Moerumba lo chiama "foglia secca" (che in giapponese si dice "kareha"). Affronta le Pretty Cure dall'episodio 1 al 7 e dal 41 al 42.
Moerumba (モエルンバ?, Moerunba)
Doppiato da: Keiichi Nanba (ed. giapponese), Gianluca Solombrino (ed. italiana)
È il custode della Sorgente del Fuoco ed è un ballerino di samba. Effeminato, è nato dalla cenere e usa molti termini spagnoli, chiamando le Pretty Cure "señoritas". Il suo nome deriva da "moeru" (che in giapponese significa "bruciare") e "rumba" (un tipo di danza latina). Affronta le Pretty Cure dall'episodio 8 al 13 e dal 41 al 43.
Dorodoron (ドロドロン?, Dorodoron)
Doppiato da: Mitsuo Iwata (ed. giapponese), Guido Di Naccio (ed. italiana)
È il custode della Sorgente della Terra ed è molto piagnucolone e poco sveglio. Viaggia sottoterra e il suo sogno è diventare il braccio destro di Lord Akudaikan. Essendo nato dalla terra che è il suo elemento, la pioggia lo fortifica. Molto spesso quando parla non si capisce ciò che dice. Il suo nome deriva da "doro" (che in giapponese vuol dire "fango"). Affronta le Pretty Cure dall'episodio 14 al 20 e dal 42 al 44.
Michiru Kiryū (霧生 満?, Kiryū Michiru)
Doppiata da: Yuriko Fuchizaki (ed. giapponese), Veronica Puccio (ed. italiana)
È la custode della Sorgente del Cielo insieme alla sorella maggiore Kaoru. Fredda e scontrosa, ma molto intelligente nello studio e brava nello sport, s'infiltra alla Yūnagi per spiare le Pretty Cure. Pian piano, però, diventa loro amica, in particolare di Saki, e si sacrifica per loro consumando tutti i propri poteri quando le due Pretty Cure finiscono al cospetto di Akudaikan. Viene in seguito riportata in vita dalla Principessa Filia per aiutare le Pretty Cure nella battaglia finale contro Goyan: in questa occasione, Mupu le dona il potere della Luna. Quando l'oscurità viene vinta, Michiru e Kaoru, che sono nate da essa, muoiono senza rimpianti, ma gli Spiriti della Terra della Vegetazione accolgono la richiesta di permettere alle due ragazze di rimanere in vita e condurre una vita serena. Impara da Saki a preparare il pane.
Kaoru Kiryū (霧生 薫?, Kiryū Kaoru)
Doppiata da: Yuka Imai (ep. 14-19) / Akemi Okamura (ed. giapponese), Francesca Manicone (ed. italiana)
È la custode della Sorgente del Cielo insieme alla sorella minore Michiru. Fredda e scontrosa, ma molto intelligente nello studio e brava nello sport, s'infiltra alla Yūnagi per spiare le Pretty Cure. Pian piano, però, diventa loro amica, in particolare di Mai, e si sacrifica per loro consumando tutti i propri poteri quando le due Pretty Cure finiscono al cospetto di Akudaikan. Viene in seguito riportata in vita dalla Principessa Filia per aiutare le Pretty Cure nella battaglia finale contro Goyan: in questa occasione, Fupu le dona il potere del Vento. Quando l'oscurità viene vinta, Michiru e Kaoru, che sono nate da essa, muoiono senza rimpianti, ma gli Spiriti della Terra della Vegetazione accolgono la richiesta di permettere alle due ragazze di rimanere in vita e condurre una vita serena. Impara da Mai a disegnare e, nel corso della serie, si affeziona molto reciprocamente alla sorellina di Saki, Minori.
Shitataare (ミズ・シタターレ?, Mizu Shitatāre, Miss Shitataare)
Doppiata da: Naoko Matsui (ed. giapponese), Paola Majano (ed. italiana)
È la custode della Sorgente dell'Acqua ed è vanitosa ed egoista. È felice della scomparsa di Kaoru e Michiru, ed è colei che ha distrutto la Sorgente del Cielo. Prova dei sentimenti per Kintreski ed è nata dalla pioggia. Saki sbaglia sempre il suo nome, chiamandola "signorina Esci dal mare" (in giapponese "Hanamizutāre" (ハナミズターレ? lett. "muco del naso")), cosa che la fa molto arrabbiare. Il suo nome deriva da "mizu" (che in giapponese vuol dire "acqua", ma è anche la pronuncia giapponese di "miss") e "Shitataare" (parola derivata da "shitataru", che significa "lasciar cadere"). Affronta le Pretty Cure dall'episodio 24 al 32 e dal 44 al 45.
Kintreski (キントレスキー?, Kintoresukī)
Doppiato da: Jūrōta Kosugi (ed. giapponese), Roberto Draghetti (ed. italiana)
È il custode della Sorgente dell'Oro ed è forzuto e muscoloso. È il guerriero più potente, ma, nonostante questo, rispetta i suoi avversari. Gli piacciono l'atletica e la palestra. È nato dalla polvere d'oro e ama Shitataare. Adora i cannoli al cioccolato della panetteria di Saki e li compra spesso. Il suo nome deriva da "Kin" (che in giapponese vuol dire sia "oro" che "muscolo", seppur scritto in differenti modi). Affronta le Pretty Cure dall'episodio 33 al 40 e dal 43 al 45.
Uzaina (ウザイナー?, Uzainā)
Doppiato da: Hideo Watanabe (ed. giapponese), Massimiliano Plinio (ed. italiana)
È lo spirito invocato dai guerrieri di Dark Fall. Ogni volta che le Pretty Cure lo sconfiggono, libera gli Spiriti delle Sorgenti che aveva intrappolato, dicendo "grazie"; quando invece viene evocato da coloro riportati in vita da Goyan, il mostro dice appunto "goyan". Può essere fuso con le cose e, quando viene sconfitto, genera una Goccia di Luce. Karehaan ne evoca uno verdastro, Moerumba uno rosso, Dorodoron uno arancione, Shitataare uno azzurro e Kintreski uno dorato.

### Terra delle Sorgenti
Flappy (フラッピ?, Furappi)
Doppiato da: Kappei Yamaguchi (ed. giapponese), Laura Cosenza (ed. italiana)
È una creatura della Terra delle Sorgenti ed è lo spirito con il potere della Terra. Ama mangiare, specialmente il riso con le verdure, finisce le frasi con l'intercalare "lapi" (「ラピ」?, "rapi") ed è legato a Cure Bloom. È innamorato segretamente di Choppy, alla quale rivela i propri sentimenti dopo alcuni tentativi e, come lei, si trasforma in cellulare.
Choppy (チョッピ?, Choppi)
Doppiata da: Miyu Matsuki (ed. giapponese), Raffaella Castelli (ed. italiana)
È una creatura della Terra delle Sorgenti ed è lo spirito con il potere del Cielo. Dolce e altruista, è molto sensibile quando qualcuno si arrabbia e litiga. Le piacciono le caramelle, finisce le frasi con l'intercalare "chopi" (「チョピ」?, "chopi") ed è legata a Cure Egret. Come Flappy, si trasforma in cellulare.
Mupu (ムープ?, Mūpu)
Doppiato da: Yuriko Fuchizaki (ed. giapponese), Ilaria Giorgino (ed. italiana)
È una creatura della Terra delle Sorgenti ed è lo spirito con il potere della Luna. È legato a Michiru e finisce le frasi con l'intercalare "mupu" (「ムプ」?, "mupu"). Dà a Saki i poteri della Luna per farla diventare Cure Bright, ma nella battaglia finale contro Dark Fall li dona a Michiru. È molto giocherellone e ama guardare la TV con Fupu.
Fupu (フープ?, Fūpu)
Doppiata da: Akemi Okamura (ed. giapponese), Emanuela Damasio (ed. italiana)
È una creatura della Terra delle Sorgenti ed è lo spirito con il potere del Vento. È legato a Kaoru e finisce le frasi con l'intercalare "pupu" (「ププ」?, "pupu"). Dà a Mai i poteri del Vento per farla diventare Cure Windy, ma nella battaglia finale contro Dark Fall li dona a Kaoru. Mupu e Fupu possono usare i loro poteri per potenziare le Pretty Cure con il Cuore Rotante.
Principessa Filia (フィーリア王女?, Fīria Ōjo)
Doppiata da: Taeko Kawata (ed. giapponese), Ilaria Latini (ed. italiana)
È la principessa della Terra delle Sorgenti e con il potere della vita può far rinascere l'Albero del Mondo. Per un breve periodo, per proteggersi dall'esaurire completamente i poteri, entra nel corpo del gatto di Saki, che riceve così il dono della parola fino a che Dark Fall non viene sconfitto. È l'anima dell'Albero del Mondo.

### Altri personaggi
Saori Hyuga (日向 沙織?, Hyūga Saori)
Doppiata da: Mika Doi (ed. giapponese), Anna Cesareni (ed. italiana)
La madre di Saki, è proprietaria della panetteria e pasticceria Panpaka-pan insieme al marito. Alle medie giocava a softball come Saki.
Daisuke Hyuga (日向 大介?, Hyūga Daisuke)
Doppiato da: Naomi Kusumi (ed. giapponese), Roberto Stocchi (ed. italiana)
Il padre di Saki, è proprietario della panetteria e pasticceria Panpaka-pan insieme alla moglie. È molto orgoglioso del pane squisito prodotto e si rifiuta di vendere il negozio a un grande produttore.
Minori Hyuga (日向 みのり?, Hyūga Minori)
Doppiata da: Ayaka Saitō (ed. giapponese), Eleonora Reti (ed. italiana)
La sorellina di Saki, divide la camera con lei. Ammira molto la sorella maggiore ed è affezionata a Kaoru.
Morfeo (コロネ?, Korone, Korone)
Doppiato da: Hideo Watanabe (ed. giapponese), Alessio Cigliano (ed. italiana)
È il robusto gatto della famiglia Hyuga, trovato per strada e adottato cinque anni prima; inizialmente il padre di Saki era contrario all'idea di averlo in casa per timore delle reazioni dei clienti della panetteria e soltanto dopo che il gatto salvò Saki, ancora piccola, dalla collisione con una bicicletta cambiò idea. Va d'accordo con Flappy. Per un breve periodo, acquisisce il dono della parola grazie al potere della Principessa Filia, rifugiatasi dentro il corpo del gatto.
Kanako Mishō (美翔 可南子?, Mishō Kanako)
Doppiata da: Yumi Kusaka (ed. giapponese), Monica Gravina (ed. italiana)
La madre di Mai, è un'archeologa. È piuttosto sbadata, ma anche molto saggia.
Koichiro Mishō (美翔 弘一郎?, Mishō Kōichirō)
Doppiato da: Takashi Irie (ed. giapponese), Francesco Bulckaen (ed. italiana)
Il padre di Mai, è un astronomo e, quando non tiene lezioni di astronomia, osserva il cielo tramite il telescopio dell'osservatorio in cui vive con la famiglia.
Kazuya Mishō (美翔 和也?, Mishō Kazuya)
Doppiato da: Kenji Nojima (ed. giapponese), Fabrizio De Flaviis (ed. italiana)
Il fratello maggiore di Mai, molto studioso, frequenta la seconda liceo alla Seikai e vuole fare l'astronauta: per diventarlo, beve molto latte, affermando che gli astronauti, quando vanno nello spazio, perdono massa muscolare e le loro ossa si indeboliscono. Saki ha una cotta per lui, ed anche lui sembra provare segretamente per lei qualcosa di più di una semplice amicizia.
Kenta Hoshino (星野 健太?, Hoshino Kenta)
Doppiato da: Junko Takeuchi (ed. giapponese), Mirko Cannella (ed. italiana)
Amico d'infanzia di Saki, ha una cotta per lei e per questo non vede di buon occhio Kazuya per cui lei ha una cotta. I suoi genitori sono pescatori, ma lui vuole diventare un comico, e crea un duo comico insieme a Miyasako.
Manabu Miyasako (宮迫 学?, Miyasako Manabu)
Doppiato da: Miyu Irino (ed. giapponese), Gaia Bolognesi (ed. italiana)
Uno dei due rappresentanti della classe di Saki e Mai, teme di non essere adatto a tale ruolo e vuole affidare tutti i suoi impegni all'altra rappresentante, Kayo, che tuttavia si rifiuta di fare perché vorrebbe vederlo più deciso nelle sue responsabilità. Diventa il partner comico di Kenta. È timido e a volte esita a esibirsi con Kenta, ma finisce per farlo lo stesso.
Kayo Ando (安藤 加代?, Andō Kayo)
Doppiata da: Akiko Nakagawa (ed. giapponese), Giulia Tarquini (ed. italiana)
Una dei due rappresentanti della classe di Saki e Mai. Molto gentile, fa dei piccoli spettacoli in biblioteca per intrattenere i bambini.
Hitomi Ito (伊東 仁美?, Itō Hitomi)
Doppiata da: Ryōko Ono (ed. giapponese), ? (ed. italiana)
È un'amica e compagna di squadra di softball di Saki.
Yuko Ota (太田 優子?, Ōta Yūko)
Doppiata da: Masako Jō (ed. giapponese), Lidia Perrone (ed. italiana)
È un'amica e compagna di squadra di softball di Saki. Di corporatura robusta, è l'unica che ride alle battute di Kenta, di cui è innamorata.
Ayano Takeuchi (竹内 彩乃?, Takeuchi Ayano)
Doppiata da: Sayori Ishizuka (ed. giapponese), Chiara Gioncardi (ed. italiana)
È la presidentessa del circolo artistico della scuola. Sua nonna gestisce un campo di cavoli vicino al bosco della città.
Izumida (泉田?, Izumida)
Doppiata da: Shizuka Itō (ed. giapponese), Laura Amadei (ed. italiana)
È il capitano della squadra di softball, e ha un anno in più rispetto a Saki e Mai. Una volta finite le medie e giocata l'ultima partita, lascia il suo posto di capitano a Saki.
Professoressa Shinohara (篠原先生?, Shinohara-sensei)
Doppiata da: Hyo-sei (ed. giapponese), Daniela Calò (ed. italiana)
È l'insegnante d'inglese della classe di Saki e Mai e allenatrice della squadra di softball.
Kengo Hoshino (星野 健吾?, Hoshino Kengo) & Shizue Hoshino (星野 静江?, Hoshino Shizue)
Doppiati da: Tomoyuki Shimura e Yuki Kaida (ed. giapponese), Sergio Lucchetti e Alessandra Grado (ed. italiana)
I genitori di Kenta, fanno i pescatori. Kenta ha lo stesso umorismo di suo padre nel fare le battute.

## Oggetti magici
Mix Commune (ミックスコミューン?, Mikkusu Komyūn)
È il cellulare in cui si trasformano Flappy e Choppy. È corredato da un set di carte, dette Carte Diamante o Diamanti delle Pretty Cure, che, se inserite a coppie sui lati, permettono alle Pretty Cure di far mangiare, dormire e curare Flappy e Choppy. Inoltre, permette a Saki e Mai di attivare la trasformazione.
Gocce di Luce (奇跡の雫?, Kiseki no Shizuku)
Sono delle speciali sfere che si formano quando gli spiriti di un oggetto posseduto vengono liberati.
Anfora Magica (フェアリーキャラフェ?, Fearī Kyarafe, Fairy Carafe)
È un'anfora che accoglie le Gocce di Luce. Quando l'anfora arriva a contenere sette Gocce, una Sorgente può essere fatta tornare in vita.
Portapenne incantato (チャームペンケース?, Chāmu Penkēsu, Charm Pencase)
È la forma che gli astucci scolastici di Saki e Mai assumono, grazie al potere degli Spiriti. Scrivendo un desiderio su uno dei fogli a forma di diamante e inserendolo al suo interno, esso si sposterà nell'astuccio dell'altra e il desiderio si realizzerà.
Splash Commune (スプラッシュコミューン?, Supurasshu Komyūn)
È il computer in cui stanno Mupu e Fupu per controllare i Cuori Rotanti. Anche Flappy e Choppy vi possono entrare per mangiare con loro.
Crystal Commune (クリスタルコミューン?, Kurisutaru Komyūn)
È la nuova forma di dispositivo che Mupu e Fupu donano a Flappy e Choppy, permettendo alle Pretty Cure di trasformarsi anche in Cure Bright e Cure Windy. Ha la forma di una boccetta. Basta girare la rotellina in cima, chiamata Goccia Fatata, per trasformarsi o, se scossa, per produrre cibo.
Cuore Rotante (スパイラルリング?, Supairaru Ringu, Spiral Ring)
Sono il bracciale (per Cure Egret / Cure Windy) e la cintura (per Cure Bloom / Cure Bright) donati da Mupu e Fupu per potenziare i loro poteri di Pretty Cure. Vengono utilizzati sia da Cure Bloom e Cure Egret, sia da Cure Bright e Cure Windy, ma per le prime hanno la forma di un cuore e per le seconde quella di stella.

## Trasformazioni e attacchi

### Cure Bloom & Cure Egret
- Trasformazione: Saki e Mai usano il Mix Commune (dall'episodio 32 in poi, invece, il Crystal Commune) per trasformarsi e, diventate Cure Bloom e Cure Egret, si presentano al nemico.

[Saki] 花開け大地に！ (Fiorisci nella terra!)

[Mai] 羽ばたけ空に！ (Librati nel cielo!)

[Bloom] 輝く金の花、キュアブルーム！ (Il fiore dorato splendente, Cure Bloom!)

[Egret] 煌めく銀の翼、キュアイーグレット！ (Le ali argentate sfavillanti, Cure Egret!)

[Insieme] ふたりはプリキュア！ (Noi due siamo le Pretty Cure!)

[Egret] 聖なる泉を汚す者よ！ (Voi che gettate in disgrazia le sacre Sorgenti…)

[Bloom] アコギな真似はお止めなさい！ (Cessate il vostro avido comportamento!)»
[Saki] Per tutti i fiori della terra!

[Mai] Per tutti gli aironi del cielo!

[Bloom] Fiore dorato splendente, io sono Cure Bloom!

[Egret] Ali d'argento scintillante, io sono Cure Egret!

[Insieme] Insieme siamo le Pretty Cure!

[Egret] Proteggeremo gli Spiriti delle sette Sorgenti!

[Bloom] Preparati a combattere: fermeremo le tue azioni malvagie!»
- Vortice Gemello (ツイン・ストリーム・スプラッシュ?, Tsuin Sutorīmu Supurasshu, Twin Stream Splash): è l'attacco di Cure Bloom e Cure Egret. Le Pretty Cure, prendendosi per mano, evocano il potere degli Spiriti, che si concretizza in due flussi di energia gialla e azzurra, che combinati, vengono scagliati contro il nemico.

[Egret] 大空の精霊よ⋯ (Spiriti del cielo…)

[Egret] 今、プリキュアとともに！ (Ora, insieme alle Pretty Cure,)

[Bloom] 奇跡の力を解き放て！ (Liberate il potere dei miracoli!)

[Insieme] プリキュア・ツイン・ストリーム⋯ スプラッシュ！ (Pretty Cure Twin Stream… Splash!)»
[Egret] Spirito del cielo, vieni a me…

[Egret] Uniamo i poteri delle Pretty Cure,

[Bloom] diffondi il potere della luce!

[Insieme] Pretty Cure Vortice Gemello… Splash Star!»
- Cuore Rotante (スパイラル・ハート・スプラッシュ?, Supairaru Hāto Supurasshu, Spiral Heart Splash): è l'attacco di Cure Bloom e Cure Egret con i Cuori Rotanti, che vengono donati loro da Mupu e Fupu, eseguito per la prima volta nell'episodio 24. Le Pretty Cure si prendono per mano e creano due flussi di energia gialla e azzurra, che formano un cuore, che viene scagliato sul nemico, avvolgendolo.

[Fupu] 風の力！ (Potere del Vento!)

[Mupu, Fupu] スプラッシュ・ターン！ (Splash Turn!)

[Egret] 精霊の光よ！命の輝きよ！ (Luce degli spiriti! Splendore della vita!)

[Bloom] 希望へ導け 二つの心！ (Guida sulla strada della speranza i nostri due cuori!)

[Pretty Cure] プリキュア・スパイラル・ハート⋯ スプラッシュ！ (Pretty Cure Spiral Heart… Splash!)»
[Fupu] Potere del Vento!

[Mupu, Fupu] Fluido Rotante!

[Egret] Potere della luce a me, diffondi la tua scintilla di vita!

[Bloom] Dona la speranza ai nostri due cuori!

[Pretty Cure] Pretty Cure Cuore Rotante… Splash Star!»

### Cure Bright & Cure Windy
- Seconda trasformazione: a partire dall'episodio 30, Saki e Mai usano il Crystal Commune per trasformarsi e, diventate Cure Bright e Cure Windy, si presentano al nemico.

[Saki] 未来を照らし！ (Illumina il futuro!)

[Mai] 勇気を運べ！ (Porta il coraggio!)

[Bright] 天空に満ちる月、キュアブライト！ (La luna piena nel cielo, Cure Bright!)

[Windy] 大地に薫る風、キュアウィンディ！ (Il vento che profuma la terra, Cure Windy!)

[Insieme] ふたりはプリキュア！ (Noi due siamo le Pretty Cure!)

[Windy] 聖なる泉を汚す者よ！ (Voi che gettate in disgrazia le sacre Sorgenti…)

[Bright] アコギな真似はお止めなさい！ (Cessate il vostro avido comportamento!)»
[Saki] Illumina il futuro!

[Mai] Diffondi la speranza!

[Bright] Luna dorata splendente, io sono Cure Bright!

[Windy] Vento fatato dei cieli, io sono Cure Windy!

[Insieme] Insieme siamo le Pretty Cure!

[Windy] Proteggeremo gli Spiriti delle sette Sorgenti!

[Bright] Preparati ad affrontarci: fermeremo le tue azioni malvagie!»
- Potere della Luna (光／月の光?, Hikari / Tsuki no Hikari, Luce / Luce della Luna): è l'attacco di Cure Bright, usato poi anche da Michiru. L'attacco può essere sia difensivo che offensivo. La Pretty Cure, potenziata dal Cuore Rotante, crea una barriera, che scaglia sul nemico.

- Potere del Vento (風／天空の風?, Kaze / Tenkū no Kaze, Vento / Vento del Cielo): è l'attacco di Cure Windy, usato poi anche da Kaoru. La Pretty Cure, potenziata dal Cuore Rotante, crea un vortice di vento, che scaglia sul nemico.

- Cuore Rotante (スパイラル・スター・スプラッシュ?, Supairaru Sutā Supurasshu, Spiral Star Splash): è l'attacco di Cure Bright e Cure Windy con i Cuori Rotanti, che vengono donati loro da Mupu e Fupu, eseguito per la prima volta nell'episodio 30. Le Pretty Cure si prendono per mano e creano due flussi di energia verde e rosa, che formano una stella, che viene scagliato sul nemico, avvolgendolo.

[Fupu] 風の力！ (Potere del Vento!)

[Mupu, Fupu] スプラッシュ・ターン！ (Splash Turn!)

[Windy] 精霊の光よ！命の輝きよ！ (Luce degli spiriti! Splendore della vita!)

[Bright] 希望へ導け 二つの心！ (Guida sulla strada della speranza i nostri due cuori!)

[Pretty Cure] プリキュア・スパイラル・スター⋯ スプラッシュ！ (Pretty Cure Spiral Star… Splash!)»
[Fupu] Potere del Vento!

[Mupu, Fupu] Fluido Rotante!

[Windy] Potere della luce a me, diffondi la tua scintilla di vita!

[Bright] Dona la speranza ai nostri due cuori!

[Pretty Cure] Pretty Cure Cuore Rotante… Splash Star!»

### In gruppo
- Terza trasformazione: nell'episodio 48, Mupu, Fupu, Flappy e Choppy donano alle Pretty Cure e a Michiru e Kaoru il potere ultimo degli Spiriti.

[Fupu] 風の力！ (Potere del Vento!)

[Flappy] 大地の力！ (Potere della Terra!)

[Choppy] 大空の力！ (Potere del Cielo!)

[Bloom] 花が咲き (I fiori sbocciano…)

[Egret] 鳥が舞う (Gli uccelli danzano…)

[Kaoru] 風が薫り (Il vento profuma…)

[Michiru] 月は満ちる (La luna è piena…)»
[Fupu] Potere del Vento!

[Flappy] Potere della Terra!

[Choppy] Potere del Cielo!

[Bloom] Per tutti i fiori della terra…

[Egret] Per tutti gli aironi del cielo…

[Kaoru] Per il soffio fatato del vento…

[Michiru] Per la luce splendente della luna…»
- Cuore Rotante (ultimo ep.) (スプイラル・ハート・スプラッシュスター?, Supairaru Hāto Supurasshu Sutā, Spiral Heart Splash Star): è l'attacco di Cure Bloom e Cure Egret con i Cuori Rotanti e di Michiru e Kaoru con il potere della Luna e del Vento, eseguito nell'episodio 49. Le guerriere creano dei flussi di energia gialla, azzurra, verde e rosa, formanti un cuore, che scagliano contro il nemico.

[Fupu] 風の力！ (Potere del Vento!)

[Flappy] 大地の力！ (Potere della Terra!)

[Choppy] 大空の力！ (Potere del Cielo!)

[Egret] 精霊の光よ！ (Luce degli spiriti!)

[Kaoru] 命の輝きよ！ (Splendore della vita!)

[Michiru] 希望へ導け (Guida sulla strada della speranza…)

[Bloom] すべての心！ (I nostri cuori!)

[Pretty Cure, Michiru, Kaoru] プリキュア・スパイラル・ハート⋯ スプラッシュ・スター！ (Pretty Cure Spiral Heart… Splash Star!)»
[Fupu] Potere del Vento!

[Flappy] Potere della Terra!

[Choppy] Potere del Cielo!

[Egret] Potere della luce a me,

[Kaoru] diffondi la tua scintilla di vita!

[Michiru] Dona la speranza

[Bloom] ai nostri cuori!

[Pretty Cure, Michiru, Kaoru] Pretty Cure Cuore Rotante… Splash Star!»

## Luoghi
Terra della Vegetazione (緑の郷?, Midori no Sato)
È il nome utilizzato da Flappy, Choppy, Mupu e Fupu per riferirsi alla Terra.
Terra delle Sorgenti (泉の郷?, Izumi no Sato)
È il mondo di Flappy, Choppy, Mupu e Fupu.
- Sorgente degli Alberi (木の泉?, Ki no Izumi)

Una delle sei Sorgenti distrutte da Dark Fall, i suoi spiriti sono controllati da Karehaan. Viene recuperata nell'episodio 7.
- Sorgente del Fuoco (火の泉?, Hi no Izumi)

Una delle sei Sorgenti distrutte da Dark Fall, i suoi spiriti sono controllati da Moerumba. Viene recuperata nell'episodio 13.
- Sorgente della Terra (土の泉?, Tsuchi no Izumi)

Una delle sei Sorgenti distrutte da Dark Fall, i suoi spiriti sono controllati da Dorodoron. Viene recuperata nell'episodio 20.
- Sorgente del Cielo (空の泉?, Sora no Izumi)

Una delle sei Sorgenti distrutte da Dark Fall, era sotto la custodia di Michiru e Kaoru fino a quando non hanno deciso di andarsene per recarsi sulla Terra della Vegetazione a spiare le Pretty Cure. Viene recuperata nell'episodio 24. Una delle Gocce di Luce viene recuperata nell'episodio 21, mentre le altre sei sono donate alle Pretty Cure dalle stesse Michiru e Kaoru nell'episodio 23.
- Sorgente dell'Acqua (水の泉?, Mizu no Izumi)

Una delle sei Sorgenti distrutte da Dark Fall, i suoi spiriti sono controllati da Shitataare. Viene recuperata nell'episodio 33.
- Sorgente dell'Oro (金の泉?, Kin no Izumi)

Una delle sei Sorgenti distrutte da Dark Fall, i suoi spiriti sono controllati da Kintreski. Viene recuperata nell'episodio 41.
- Sorgente del Sole (太陽の泉?, Taiyō no Izumi)

Ultima Sorgente non ancora conquistata da Dark Fall, per proteggerla Saki e Mai diventano le Pretty Cure. Si scopre che è nascosta nel mare.
Dark Fall (ダークフォール?, Dāku Fōru)
È la sede delle armate nemiche, la cui torre principale sorge dal mare.
Albero del Mondo (世界樹?, Sekaiju)
È l'enorme albero al centro della Terra delle Sorgenti, che governa tutte le vite in tutti i mondi esistenti.
Albero del Cielo (天空の木?, Ōzora no Ki)
È l'enorme albero situato in cima alla montagna della città dove vivono Saki e Mai. È il cancello che porta alla Terra delle Sorgenti.
Scuola media Yūnagi (夕凪中学校?, Yūnagi chūgakkō)
È la scuola frequentata da Saki e Mai. Costruita su una collina, si affaccia sul mare.
Scuola superiore Seikai (精海高等学校?, Seikai kōtōgakkō)
È la scuola in cui studia Kazuya, il fratello maggiore di Mai.
PANPAKA-pan (ＰＡＮＰＡＫＡパン?, PANPAKA-pan)
È la panetteria dei genitori di Saki, la cui specialità è il pane al cioccolato.

## Episodi

### Sigle
La sigla originale di apertura e la seconda di chiusura sono composte da Yasuo Kosugi, mentre la prima di chiusura da Hideaki Takatori; i testi sono di Kumiko Aoki. La sigla italiana, invece, interpretata per Rai Trade con testo di Bruno Tibaldi, segue lo stesso arrangiamento della sigla di testa giapponese, sia in apertura che in chiusura.
Sigla di apertura
- Makasete★Splash☆Star★ (まかせて★スプラッシュ☆スター★?), cantata da Yuka Uchiyae con Splash Stars (Orie Kimoto, Atsuko Enomoto)

Sigla di chiusura
- "Warau ga kachi!" de GO! (『笑うが勝ち！』でＧＯ！?), cantata da Mayumi Gojō (ep. 1-30)
- Ganbalance de Dance (ガンバランスｄｅダンス?), cantata da Mayumi Gojō con Flappy & Choppy (ep. 31-49)

Sigla di apertura e di chiusura italiana
- Pretty Cure Splash☆Star, versione italiana di Makasete★Splash☆Star★, cantata da Giorgia Alissandri

Del video della sigla di testa sono state realizzate due versioni: nella prima compaiono tutti i personaggi, mentre nella seconda vengono mostrate anche Cure Bright, Cure Windy, Mupu e Fupu. Anche del video della seconda sigla di coda sono state realizzate due versioni: nella prima si vedono le Pretty Cure con Flappy, Choppy, Mupu e Fupu ballare; nella seconda, usata solamente nell'ultimo episodio, un collage d'immagini ripercorre la storia.

### OAV
Nel luglio 2006 è uscito un corto di 12 minuti dedicato alla serie intitolato Futari wa Pretty Cure Splash☆Star - Magic★Doki♥ 3D Theater (ふたりはプリキュア Ｓｐｌａｓｈ☆Ｓｔａｒ マジッ★ドキッ♥ ３Ｄシアター?, Futari wa Purikyua Supurasshu☆Sutā Maji★Doki♥ 3D Shiatā), inedito in Italia, nel quale sono presenti anche scene in 3D. È stato incluso come bonus nel secondo DVD-BOX della serie, uscito a ottobre 2012. L'OAV vede le Pretty Cure affrontare Goyan che, tramite Uzaina, mira a trasformare il Seme della Speranza germogliato sulla testa di Flappy nel Seme della Disperazione per ottenerne il potere.

### Distribuzione
In Giappone la serie è stata raccolta in una collezione di 13 DVD sia da Marvelous Entertainment che Pony Canyon tra il 20 settembre 2006 e il 17 agosto 2007. Nei primi 10 DVD sono presenti quattro episodi, mentre negli altri solo tre. Tra il 19 settembre e il 17 ottobre 2012 la serie è stata raccolta in due DVD-BOX e il 30 agosto 2023 in un cofanetto Blu-ray.

### Spin-off
Una serie spin-off intitolata Power of Hope: ~Pretty Cure Full Bloom~ (キボウノチカラ～オトナプリキュア’２３～?, Kibou no chikara ~Otona Purikyua '23~, Kibou no chikara: ~Otona Precure '23~), in cui appaiono Saki e Mai divenute adulte e con protagoniste le Pretty Cure della quarta e quinta serie anch'esse adulte, è stata trasmessa dal 7 ottobre al 23 dicembre 2023 su NHK E.

## Film
| Titolo | Prima visione                | Prima visione         |
| Titolo | Giapponese (cinematografica) | Italiano (televisiva) |
| --- | ---------------------------- | --------------------- |
| Pretty Cure Splash☆Star - Le leggendarie guerriere (映画 ふたりはプリキュア Ｓｐｌａｓｈ☆Ｓｔａｒ チクタク危機一髪！?, Eiga Futari wa Purikyua Supurasshu☆Sutā Chiku taku kiki ippatsu!, Eiga Futari wa Pretty Cure Splash☆Star - Tick tack kiki ippatsu!) | 9 dicembre 2006              | 6 novembre 2010       |
| Pretty Cure All Stars GoGo Dream Live! (ちょ～短編 プリキュアオールスターズ ＧｏＧｏドリームライブ！?, Cho~ Tanpen Purikyua Ōru Sutāzu GoGo Dorīmu Raibu!)                                                                                                 | 8 novembre 2008              | –                     |
| Eiga Pretty Cure All Stars DX - Minna tomodachi ☆ Kiseki no zenin daishūgō! (映画 プリキュアオールスターズＤＸ みんなともだちっ☆奇跡の全員大集合！?, Eiga Purikyua Ōru Sutāzu DX Minna tomodachi ☆ Kiseki no zenin daishūgō!)                              | 20 marzo 2009                | –                     |
| Eiga Pretty Cure All Stars DX 2 - Kibō no hikari ☆ Rainbow Jewel wo mamore! (映画 プリキュアオールスターズＤＸ２ 希望の光☆レインボージュエルを守れ！?, Eiga Purikyua Ōru Sutāzu DX 2 Kibō no hikari ☆ Reinbō Jueru wo mamore!)                             | 20 marzo 2010                | –                     |
| Eiga Pretty Cure All Stars DX 3 - Mirai ni todoke! Sekai wo tsunagu ☆ Niji-iro no hana (映画 プリキュアオールスターズＤＸ３ 未来にとどけ！世界をつなぐ☆虹色の花?, Eiga Purikyua Ōru Sutāzu DX 3 Mirai ni todoke! Sekai wo tsunagu ☆ Niji-iro no hana)      | 19 marzo 2011                | –                     |
| Eiga Pretty Cure All Stars New Stage - Mirai no tomodachi (映画 プリキュアオールスターズＮｅｗＳｔａｇｅ みらいのともだち?, Eiga Purikyua Ōru Sutāzu New Stage Mirai no tomodachi)                                                                         | 17 marzo 2012                | –                     |
| Eiga Pretty Cure All Stars New Stage 2 - Kokoro no tomodachi (映画 プリキュアオールスターズＮｅｗＳｔａｇｅ２ こころのともだち?, Eiga Purikyua Ōru Sutāzu New Stage 2 Kokoro no tomodachi)                                                                 | 16 marzo 2013                | –                     |
| Eiga Pretty Cure All Stars New Stage 3 - Eien no tomodachi (映画 プリキュアオールスターズＮｅｗＳｔａｇｅ３ 永遠のともだち?, Eiga Purikyua Ōru Sutāzu New Stage 3 Eien no tomodachi)                                                                       | 15 marzo 2014                | –                     |
| Eiga Pretty Cure All Stars - Haru no carnival♪ (映画 プリキュアオールスターズ 春のカーニバル♪?, Eiga Purikyua Ōru Sutāzu Haru no kānibaru♪) | 14 marzo 2015                | –                     |
| Eiga Pretty Cure All Stars - Minna de utau♪ Kiseki no mahō! (映画 プリキュアオールスターズ みんなで歌う♪奇跡の魔法！?, Eiga Purikyua Ōru Sutāzu Minna de utau♪ Kiseki no mahō!)                                                                            | 19 marzo 2016                | –                     |
| Eiga HUGtto! Pretty Cure ♡ Futari wa Pretty Cure - All Stars Memories (映画 ＨＵＧっと！プリキュア♡ふたりはプリキュア オールスターズメモリーズ?, Eiga HUGtto! Purikyua ♡ Futari wa Purikyua Ōru Sutāzu Memorīzu)                                           | 27 ottobre 2018              | –                     |
| Eiga Pretty Cure All Stars F (映画 プリキュアオールスターズＦ?, Eiga Purikyua Ōru Sutāzu F) | 15 settembre 2023            | –                     |

## Manga
Il manga di Pretty Cure Splash☆Star, disegnato da Futago Kamikita, è stato serializzato sulla rivista Nakayoshi di Kōdansha da marzo 2006 a febbraio 2007, per un totale di undici capitoli poiché nel numero di dicembre 2006 la serie è assente. Su Nakayoshi Lovely sono state inoltre pubblicate tre storie extra nei numeri di primavera, estate e autunno 2006.
Il primo tankōbon contiene i sette capitoli comparsi su Nakayoshi da marzo a settembre 2006, più le storie extra di primavera ed estate e una storia extra inedita. È stato pubblicato il 6 settembre 2006. Nonostante il volume fosse etichettato con il numero 1 e alla fine della storia ci fosse l'avviso "continua nel secondo volume", quest'ultimo non è mai stato pubblicato. L'intera serie, divisa in due volumi, è stata pubblicata il 6 gennaio 2015.
| Nº                          | Titolo italiano Giapponese 「Kanji」 - Rōmaji                                                                              | Data di prima pubblicazione           | Data di prima pubblicazione |
| Nº                          | Titolo italiano Giapponese 「Kanji」 - Rōmaji                                                                              | Giapponese                            |                             |
| Tankōbon (1 volume)         | |                                       |                             |
| 1                           | Futari wa Pretty Cure Splash☆Star 1 「ふたりはプリキュア Ｓｐｌａｓｈ☆Ｓｔａｒ １」 - Futari wa Purikyua Supurasshu☆Sutā 1 | 6 settembre 2006 ISBN 4-06-372203-1   |                             |
| Edizione Wide KC (2 volumi) | |                                       |                             |
| 1                           | Futari wa Pretty Cure Splash☆Star 1 「ふたりはプリキュア Ｓｐｌａｓｈ☆Ｓｔａｒ １」 - Futari wa Purikyua Supurasshu☆Sutā 1 | 6 gennaio 2015 ISBN 978-4-06-337816-0 |                             |
| 2                           | Futari wa Pretty Cure Splash☆Star 2 「ふたりはプリキュア Ｓｐｌａｓｈ☆Ｓｔａｒ ２」 - Futari wa Purikyua Supurasshu☆Sutā 2 | 6 gennaio 2015 ISBN 978-4-06-337817-7 |                             |

## CD e videogiochi
Durante il corso della serie sono stati pubblicati diversi CD e raccolte, sia di brani musicali che di colonna sonora, da Marvelous Entertainment. I videogiochi, invece, sono stati distribuiti da Bandai.
| Nº | Titolo CD | Numero tracce | Data uscita      |
| -- | --- | ------------- | ---------------- |
| 1  | Makasete★Splash☆Star★ / "Warau ga kachi!" de GO! (まかせて★スプラッシュ☆スター★／『笑うが勝ち！』でＧＯ！?)                                                                                          | 4             | 22 febbraio 2006 |
| 2  | Futari wa Pretty Cure Splash☆Star - Vocal Album I: ~Yes! Pretty Cure Smile~ (ふたりはプリキュア Ｓｐｌａｓｈ☆Ｓｔａｒ ＶｏｃａｌアルバムＩ ～Ｙｅｓ！プリキュアスマイル～?)                          | 10            | 21 luglio 2006   |
| 3  | Futari wa Pretty Cure Splash☆Star - Original Soundtrack 1: Pretty Cure Sound Shower! (ふたりはプリキュア Ｓｐｌａｓｈ☆Ｓｔａｒ オリジナル・サウンドトラック１ プリキュア・サウンド・シャワー！?)     | 43            | 25 agosto 2006   |
| 4  | Ganbalance de Dance (ガンバランスｄｅダンス?) | 4             | 4 ottobre 2006   |
| 5  | Futari wa Pretty Cure Splash☆Star - Vocal Album II: ~Kiseki no shizuku~ (ふたりはプリキュア Ｓｐｌａｓｈ☆Ｓｔａｒ ＶｏｃａｌアルバムＩＩ ～奇跡の雫～?)                                              | 10            | 22 novembre 2006 |
| 6  | Futari wa Pretty Cure Splash☆Star - Original Soundtrack 2: Pretty Cure Sound Splash! (ふたりはプリキュア Ｓｐｌａｓｈ☆Ｓｔａｒ オリジナル・サウンドトラック２ プリキュア・サウンド・スプラッシュ！?) | 40            | 25 gennaio 2007  |
| 7  | Futari wa Pretty Cure Splash☆Star - Vocal Best!! (ふたりはプリキュア Ｓｐｌａｓｈ☆Ｓｔａｒ ボーカルベスト！！?)                                                                                      | 16            | 25 aprile 2007   |
| 8  | Precure 5th ANNIVERSARY: Precure Vocal BOX 1 ~Hikari no shō~ (プリキュア ５ｔｈ ＡＮＮＩＶＥＲＳＡＲＹ プリキュアボーカルＢＯＸ１ ～光の章～?)                                                       | 63            | 6 agosto 2008    |
| 9  | Precure 5th ANNIVERSARY: Precure Vocal BOX 2 ~Kibō no shō~ (プリキュア ５ｔｈ ＡＮＮＩＶＥＲＳＡＲＹ プリキュアボーカルＢＯＸ２ ～希望の章～?)                                                       | 62            | 3 dicembre 2008  |
| 10 | Futari wa Pretty Cure Splash☆Star - Memorial Vocal Selection (ふたりはプリキュア Ｓｐｌａｓｈ☆Ｓｔａｒ メモリアルボーカルセレクション?)                                                              | 16            | 20 luglio 2011   |
| 11 | Precure Vocal Best BOX (プリキュア ボーカルベストＢＯＸ?) | 240           | 4 settembre 2013 |
| 12 | Precure Colorful Collection: Lovely♥Pink (プリキュアカラフルコレクション ラブリー♥ピンク?) | 33            | 17 dicembre 2014 |
| 13 | Precure Colorful Collection: Happy♪Red&White (プリキュアカラフルコレクション ハッピー♪レッド＆ホワイト?)                                                                                             | 31            | 17 dicembre 2014 |
| 14 | Precure Opening Theme Collection 2004~2016 (プリキュア オープニングテーマコレクション２００４～２０１６?)                                                                                            | 15            | 3 agosto 2016    |
| 15 | Precure Ending Theme Collection 2004~2016 (プリキュア エンディングテーマコレクション２００４～２０１６?)                                                                                             | 25            | 25 gennaio 2017  |

| Nº | Titolo videogioco | Piattaforma | Data uscita      |
| -- | --- | ----------- | ---------------- |
| 1  | Futari wa Pretty Cure Splash☆Star (ふたりはプリキュア Ｓｐｌａｓｈ☆Ｓｔａｒ?)                                                              | Sega Beena  | 22 aprile 2006   |
| 2  | Futari wa Pretty Cure Splash☆Star: Panpaka★Game de zekkōchō! (ふたりはプリキュア Ｓｐｌａｓｈ☆Ｓｔａｒ パンパカ★ゲームでぜっこうちょう！?) | Nintendo DS | 30 novembre 2006 |

## Trasmissioni e adattamenti nel mondo
Pretty Cure Splash☆Star è stato trasmesso, oltre che in Giappone e in Italia, anche in diversi Paesi in tutto il mondo.
| Stato            | Rete televisiva / piattaforma streaming | Data 1ª TV/streaming             |
| ---------------- | --------------------------------------- | -------------------------------- |
| Albania          | Bang Bang                               | 2015                             |
| America del Nord | Crunchyroll                             | 28 agosto 2024                   |
| America del Sud  | Crunchyroll                             | 28 agosto 2024                   |
| Australia        | Crunchyroll                             | 28 agosto 2024                   |
| Corea del Sud    | SBS, Champ TV, Anione TV                | 1º ottobre 2008 – gennaio 2009   |
| Francia          | ADN (Anime Digital Network)             | 24 febbraio 2022                 |
| Germania         | Crunchyroll                             | 28 agosto 2024                   |
| Hong Kong        | TVB                                     | 26 dicembre 2008 – 5 marzo 2009  |
| Irlanda          | Crunchyroll                             | 28 agosto 2024                   |
| Medio Oriente    | Crunchyroll                             | 28 agosto 2024                   |
| Nord Africa      | Crunchyroll                             | 28 agosto 2024                   |
| Nuova Zelanda    | Crunchyroll                             | 28 agosto 2024                   |
| Portogallo       | Crunchyroll                             | 28 agosto 2024                   |
| Regno Unito      | Crunchyroll                             | 28 agosto 2024                   |
| Russia           | Crunchyroll                             | 28 agosto 2024                   |
| Spagna           | Crunchyroll                             | 28 agosto 2024                   |
| Sudafrica        | Crunchyroll                             | 28 agosto 2024                   |
| Taiwan           | YOYO TV                                 | 26 aprile 2008 – 24 gennaio 2009 |
| Thailandia       | Modern Nine TV                          | 3 aprile – 18 settembre 2010     |

In America del Nord, America del Sud, Australia, Francia, Germania, Irlanda, Medio Oriente, Nord Africa, Nuova Zelanda, Portogallo, Regno Unito, Russia, Spagna e Sudafrica la serie è stata resa disponibile in streaming in versione sottotitolata in lingua locale.
In Corea del Sud le sigle sono cantate in coreano, la formula di trasformazione è stata tradotta, mentre gli attacchi restano invariati. Viene eliminato ogni riferimento al Giappone e cambiano poi tutti i nomi dei personaggi: Saki si chiama Kim So-ra (김소라?), mentre Mai è Lee Bo-ra (이보라?).
L'adattamento adottato a Taiwan, in cinese, rende la parola Cure con il carattere 天使S (Tiānshǐ), che significa "Angelo", nei nomi delle protagoniste, e con i caratteri 光之美少女Ｓｐｌａｓｈ☆ＳｔａｒS (Guāng zhīměi shàonǚ Splash☆Star, lett. "Ragazze della Luce Splash☆Star") il titolo della serie. Gli episodi, oltre ad essere doppiati, sono anche sottotitolati; le trasformazioni e gli attacchi sono tradotti. La sigla segue un arrangiamento completamente diverso dall'originale. A Hong Kong è stato trasmesso con il titolo 光之美少女ⅢS (lett. "Ragazze della Luce III"), i nomi presentano gli stessi ideogrammi degli originali, ma cambia la pronuncia, e trasformazioni e attacchi sono tradotti.
In Thailandia, l'adattamento modifica leggermente il nome della serie in มหัศจรรย์สาวน้อย พริตตี้เคียว สแปลช สตาร์ (lett. "Miracolose Pretty Cure Splash Star"), ma conserva i nomi originali, anche i suffissi onorifici giapponesi come -chan e -san. Il doppiaggio non mantiene il labiale dei personaggi, sovrapponendo a volte le voci. Un episodio dura all'incirca 40-43 minuti, per via degli intermezzi pubblicitari.